# Celia Imrie
Celia Diana Savile Imrie (Guildford, 15 luglio 1952) è un'attrice britannica, premiata con il Laurence Olivier Award.
È una delle più apprezzate attrici teatrali inglesi del secondo Novecento. Vive fra Londra e Cowes, sull'isola di Wight.

## Biografia
Nata nella cittadina di Guilford, è attiva anche come interprete televisiva. Fra le altre cose, nel 1997 è stata fra gli interpreti dell'adattamento televisivo de Il fantasma di Canterville, tratto dal racconto umoristico giovanile di Oscar Wilde Quarta di cinque fratelli, figlia di Diana e David, radiologo nativo di Glasgow ha avuto un figlio dall'attore Benjamin Whitrow, Angus (1994), apparso con lei, nella parte di suo figlio, nella serie televisiva Kingdom.
La sua carriera ha avuto inizio nei primi anni settanta come interprete in serie televisive: come Marianne Bellshade in Bergerac, come Philippa Moorcroft in Dinnerladies, Miss Babs in Acorn Antiques, Diana Neal in After You've Gone e come Gloria Millington in Kingdom. Ha studiato recitazione alla Guildford School of Acting e come attrice cinematografica ha interpretato, oltre a Nanny McPhee - Tata Matilda, Hilary and Jackie (interpretando il ruolo di Iris du Pré) e, nel 1997, il film I rubacchiotti dove recitava nella parte di Homily Clock.
Altri film da lei interpretati sono stati Bridget Jones's Diary, Calendar Girls, Highlander e Star Wars: Episodio I - La minaccia fantasma. Nel 2004, ha impersonato il Imogen Reed nel thriller di ambientazione scolastica, Out of Bounds.
Altre serie televisive interpretate da Imrie sono state The Nightmare Man, Bergerac, Oranges Are Not the Only Fruit, Absolutely Fabulous, The Darling Buds of May e Su e giù per le scale. In televisione è apparsa anche come guest star in un episodio della serie L'ispettore Barnaby (Dark Autumn, 2001). Nella miniserie del 2000 Gormenghast ha impersonato Lady Gertrude. Nel 2003 è comparsa anche in un episodio della sit-com della televisione scozzese Still Game e nel 2005 nello sceneggiato BBC Mr. Harvey Lights a Candle, in cui ha impersonato il ruolo di un'insegnante in gita scolastica con una curiosa scolaresca in visita alla cattedrale di Salisbury.
Nel 2005 Imrie ha ricevuto critiche positive per il suo debutto teatrale negli Stati Uniti in Unsuspecting Susan.
Come doppiatrice ha inciso anche ad un audiolibro della serie sui racconti fantasy di Mondo Disco.

## Filmografia

### Cinema
- Assassin, regia di Peter Crane (1973)
- E sul corpo tracce di violenza (House of Whipcord), regia di Pete Walker (1974)
- Assassinio sul Nilo (Death on the Nile), regia di John Guillermin (1978) - non accreditata
- L'avventuriera perversa (The Wicked Lady), regia di Michael Winner (1983)
- Highlander - L'ultimo immortale (Highlander), regia di Russell Mulcahy (1986)
- Blue Black Permanent, regia di Margaret Tait (1992)
- Frankenstein di Mary Shelley (Frankenstein), regia di Kenneth Branagh (1994)
- Nel bel mezzo di un gelido inverno (In the Bleak Midwinter), regia di Kenneth Branagh (1995)
- I rubacchiotti (The Borrowers), regia di Peter Hewitt (1997)
- Hilary e Jackie (Hilary and Jackie), regia di Anand Tucker (1998)
- Star Wars: Episodio I - La minaccia fantasma (Star Wars: Episode I - The Phantom Menace), regia di George Lucas (1999)
- Il diario di Bridget Jones (Bridget Jones's Diary), regia di Sharon Maguire (2001)
- Lucky Break, regia di Peter Cattaneo (2001)
- Rivelazione (Revelation), regia di Stuart Urban (2001)
- Thunderpants, regia di Peter Hewitt (2002)
- Heartlands, regia di Damien O'Donnell (2002)
- Calendar Girls, regia di Nigel Cole (2003)
- Out of Bounds, regia di Merlin Ward (2003)
- Wimbledon, regia di Richard Loncraine (2004)
- Che pasticcio, Bridget Jones! (Bridget Jones: The Edge of Reason), regia di Beeban Kidron (2004)
- Wah-Wah, regia di Richard E. Grant (2005)
- Imagine Me & You, regia di Oliver Parker (2005)
- Nanny McPhee - Tata Matilda (Nanny McPhee), regia di Kirk Jones (2005)
- Acorn Antiques: The Musical, regia di Ben Warwick e Trevor Nunn (2006)
- St. Trinian's, regia di Oliver Parker e Barnaby Thompson (2007)
- St Trinian's 2 - The Legend of Fritton's Gold, regia di Oliver Parker e Barnaby Thompson (2009)
- Incontrerai l'uomo dei tuoi sogni (You Will Meet a Tall Dark Stranger), regia di Woody Allen (2010)
- Acts of Godfrey, regia di Johnny Daukes (2010)
- Marigold Hotel (The Best Exotic Marigold Hotel), regia di John Madden (2011)
- La nostra vacanza in Scozia (What We Did on Our Holiday), regia di Andy Hamilton e Gay Jenkin (2014)
- Ritorno al Marigold Hotel (The Second Best Exotic Marigold Hotel), regia di John Madden (2015)
- Bridget Jones's Baby, regia di Sharon Maguire (2016)
- La cura dal benessere (A Cure for Wellness), regia di Gore Verbinski (2016)
- Absolutely Fabulous - Il film (Absolutely Fabulous: The Movie), regia di Mandie Fletcher (2016)
- Ricomincio da noi (Finding Your Feet), regia di Richard Loncraine (2017)
- Mamma Mia! Ci risiamo (Mamma Mia! Here We Go Again), regia di Ol Parker (2018)
- Love Again, regia di James C. Strouse (2023)
- Dopo Oliver (Good Grief), regia di Dan Levy (2023)
- Bridget Jones - Un amore di ragazzo (Bridget Jones: Mad About the Boy), regia di Michael Morris (2025)
- Il club dei delitti del giovedì (The Thursday Murder Club), regia di Chris Columbus (2025)

### Cortometraggi
- Hiccup, regia di Phil Traill (1998)
- Reuben Don't Take Your Love to Town, regia di Dead Sullivan (2004)
- Player, regia di Mary Nighy (2008)
- The Visit, regia di Amelia Hann (2009)
- Conversation Piece, regia di Joe Tunmer (2009)
- The Man Who Married Himself, regia di Garrick Hamm (2010)
- Lost Connection, regia di James Keaton (2011)
- Madame Ida, regia di Lisa Forrell (2011)

### Televisione
- The Fenn Street Gang – serie TV, episodio 1x01 (1971) - non accreditata
- Su e giù per le scale (Upstairs, Downstairs) – serie TV, episodi 4x07-4x11 (1974)
- La signora del castello Grantleigh (To the Manor Born) – serie TV, episodi 1x07-2x06 (1979-1980)
- Shoestring – serie TV, episodio 2x10 (1980)
- The Nightmare Man, regia di Douglas Camfield – film TV (1981)
- Cloud Howe, regia di Tom Cotter – film TV (1982)
- Un asso nella manica (Bergerac) – serie TV, 8 episodi (1983)
- Victoria Wood: As Seen on TV – serie TV, 13 episodi (1985-1986)
- Acorn Antiques – serie TV, 7 episodi (1986-1987)
- Taggart – serie TV, episodio 4x02 (1988)
- The New Statesman – serie TV, episodi 1x08-2x06 (1988-1989)
- Murder on the Moon, regia di Michael Lindsay-Hogg – film TV (1989)
- Storyboard – serie TV, episodio 4x01 (1989)
- Oranges Are Not the Only Fruit – miniserie TV (1989)
- Victoria Wood – serie TV, episodi 1x04-1x05-1x06 (1989)
- The World of Eddie Weary, regia di Alan Grint – film TV (1990)
- Screen Two – serie TV, episodi 6x01-7x06 (1990)
- Lovejoy – serie TV, episodio 2x02 (1991)
- 4 Play – serie TV, episodio 2x06 (1991)
- The Darling Buds of May – serie TV, episodio 1x03-1x04 (1991)
- Stay Lucky – serie TV, episodio 3x02 (1991)
- All Day Breakfast, regia di Geoff Posner – film TV (1992)
- Van der Valk – serie TV, episodio 5x03 (1992)
- Thacker, regia di Richard Spence – film TV (1992)
- Bonjour la Classe – serie TV, episodio 1x02 (1993)
- The Riff Raff Element – serie TV (1993)
- A Question of Guilt, regia di Stuart Orme – film TV (1993)
- The Brown Man, regia di David Blair – film TV (1993)
- Screenplay – serie TV, episodio 8x06 (1993)
- A Dark Adapted Eye, regia di Tim Fywell – film TV (1994)
- Pat and Margaret, regia di Gavin Millar – film TV (1994)
- Hallmark Hall of Fame – serie TV, episodio 44x01 (1994)
- Casualty – serie TV, episodio 9x15 (1995)
- Call up the Stars – film TV (1995)
- Class Act – serie TV, episodio 2x07 (1995)
- Blackhearts in Battersea – serie TV, 6 episodi (1995-1996)
- The Writing on the Wall, regia di Peter Smith – film TV (1996)
- Into the Blue, regia di Jack Gold – film TV (1997)
- The Canterville Ghost, regia di Crispin Reece – film TV (1997)
- Hospital!, regia di John Henderson – film TV (1997)
- Wokenwell – serie TV, 6 episodi (1997)
- The History of Tom Jones, a Foundling – miniserie TV, episodi 1x03-1x04-1x05 (1997)
- Mr. White Goes to Westminster, regia di Guy Jenkin – film TV (1997)
- Duck Patrol – serie TV, episodio 1x06 (1998)
- Wetty Hainthropp Investigates, regia di Victoria Wood – cortometraggio TV (1999)
- Canto di Natale (A Christmas Carol), regia di David Hugh Jones – film TV (1999)
- Hilltop Hospital – serie TV (1999) - voce
- Dinnerladies – serie TV, 16 episodi (1998-2000)
- Gormenghast – miniserie TV, 4 episodi (2000)
- Dalziel and Pascoe – serie TV, episodio 5x04 (2000)
- Love in a Cold Climate – miniserie TV (2001)
- Baddiel's Syndrome – serie TV, episodio 1x11 (2001)
- L'ispettore Barnaby (Midsomer Murders) – serie TV, episodio 4x05 (2001)
- Absolutely Fabulous – serie TV, episodi 3x04-4x06 (1995-2001)
- Randall & Hopkirk – serie TV, episodio 2x02 (2001)
- Station Jim, regia di John Roberts – film TV (2001)
- Heartbeat – serie TV, episodio 11x21 (2002)
- Guerra imminente (The Gathering Storm), regia di Richard Loncraine – film TV (2002)
- Sparkhouse, regia di Robin Shepperd – film TV (2002)
- A Is for Acid, regia di Harry Bradbeer – film TV (2002)
- Zivago (Doctor Zhivago), regia di Giacomo Campiotti – film TV (2002)
- Daniel Deronda – miniserie TV, episodio 1x01-1x02-1x03 (2002)
- The Planman, regia di John Strickland – film TV (2003)
- Still Game – serie TV, episodio 2x02 (2003)
- Jonathan Creek – serie TV, episodio 4x06 (2004)
- Doc Martin – serie TV, episodio 1x01 (2004)
- Miss Marple (Agatha Christie's Marple) – serie TV, episodio 1x03 (2004)
- Mr Harvey Lights a Candle, regia di Susanna White – film TV (2005)
- The Lavender List, regia di Colin Barr – film TV (2006)
- Poirot (Agatha Christie's Poirot) – serie TV, episodio 10x04 (2006)
- Where the Heart Is – serie TV, episodio 10x04 (2006)
- The Last Detective – serie TV, episodio 4x02 (2007)
- The Commander: The Devil You Know, regia di Ashley Pearce – film TV (2007)
- After You've Gone – serie TV, 25 episodi (2007-2008)
- Kingdom – serie TV, 18 episodi (2007-2009)
- Cranford – miniserie TV, episodio 2x02 (2009)
- The Road to Coronation Street, regia di Charles Sturridge – film TV (2010)
- Titanic, regia di Jon Jones – miniserie TV (2012)
- Love & Marriage – serie TV, 6 episodi (2013)
- Doctor Who – serie TV, episodio 7x06 (2013)
- Patrick Melrose – miniserie TV, 2 puntate (2018)
- Natale a Mistletoe Farm (2022)

## Teatro (parziale)
- Pene d'amor perdute, di William Shakespeare. Regent's Park Open Air Theatre di Londra (1977)
- Enrico V, di William Shakespeare. Regent's Park Open Air Theatre di Londra (1977)
- Yerma, di Federico García Lorca. National Theatre di Londra (1987)
- Un mese in campagna, di Ivan Sergeevič Turgenev. Theatre Royal di Bath (1987)
- Donna Rosita nubile, di Federico García Lorca. Almeida Theatre di Londra (1996)
- Acorn Antiques: The Musical!, di Victoria Wood. Haymarket Theatre di Londra (2006)
- Rumori fuori scena, di Michael Frayn. Old Vic di Londra (2011)
- Re Lear, di William Shakespeare. Old Vic di Londra (2016)

## Riconoscimenti
- (1992) The Clarence Derwent Award come migliore attrice non protagonista in The Sea
- (2006) Laurence Olivier Award per la migliore performance in un ruolo di supporto in Acorn Antiques: The Musical!

## Doppiatrici italiane
Nelle versioni in italiano delle opere in cui ha recitato, Celia Imrie è stata doppiata da:
- Graziella Polesinanti ne  Il diario di Bridget Jones, Che pasticcio, Bridget Jones!, Bridget Jones's Baby, Mamma Mia! Ci risiamo, Dopo Oliver, Bridget Jones - Un amore di ragazzo
- Antonella Giannini in Kingdom, Dalziel and Pascoe, Better Things
- Paola Giannetti in Nanny McPhee - Tata Matilda, Legends of Tomorrow
- Barbara Castracane in Ritorno al Marigold Hotel, Absolutely Fabulous - Il film
- Alessandra Korompay in Ricomincio da noi, Patrick Melrose
- Lorenza Biella in Malevolent - Le voci del male, Natale a Mistletoe Farm
- Miranda Bonansea in Frankenstein di Mary Shelley
- Anna Rita Pasanisi in Colpo d'amore
- Cristiana Lionello in Calendar Girls
- Cristina Noci ne I rubacchiotti
- Eva Ricca in Un asso nella manica
- Laura Boccanera in Marigold Hotel
- Ludovica Modugno in Imagine Me & You
- Rossella Izzo in La cura dal benessere
- Marina Tagliaferri in The Diplomat
- Stefania Patruno in Love Again

Da doppiatrice è sostituita da:
- Tiziana Avarista in Happy Family